# Nils Bjørgås
Nils Bjørgås född 14 maj 1910, död 31 januari 1983, var en norsk lärare och barnboksförfattare.
Han debuterade 1948 med Vetle-Jens (illustrerad av Kjell Aukrust), och skrev totalt 3 barnböcker, i en sammanhängande trilogi. Lemenåret (1949) är en uppföljning av debutbokens episodiska pastoraler från fjällbygden, medan det tredje bandet Siste sommaren (1950) med sina skildringar av puberteten innehåller en generationsuppgörelse mellan huvudpersonen Jens och hans far, och också av Jens' distansering till hemmiljön.
Bjørgås var också ansvarig för nynorskversionen av 1954/55-utgåvan av Nordahl Rolfsens läsebok.